# British Steel plc

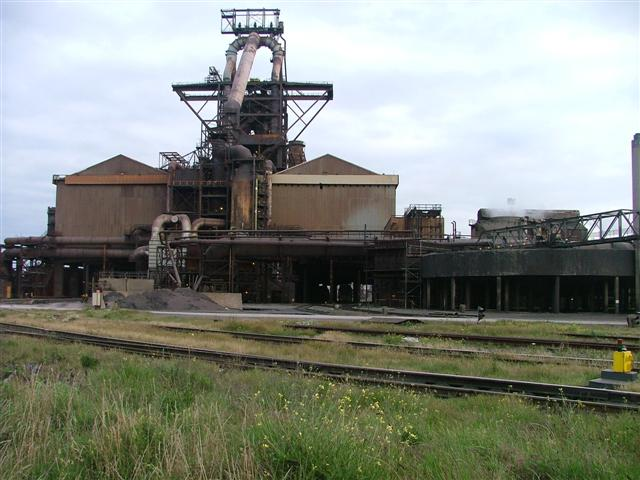
Fotos de la industria siderúrgica British Steel plc.

British Steel plc fue una empresa británica de siderurgia creada en 1988 con la privatización de la British Steel Corporation. Tras fusionarse con la empresa holandesa Koninklijke Hoogovens en 1999, para convertirse en Corus, la primera siderurgia de Europa y la tercera del mundo la empresa pasó al Grupo Tata en 2007.

## Privatización
En el momento de su creación, contaba con 268.500 empleados, y a fecha de diciembre de 1989, los valores de British Steel correspondían al 38% del FTSE 100.